# Губерман, Давид Миронович
Дави́д Миро́нович Губерма́н (9 июля 1929, Харьков — 14 октября 2011, Москва) — советский и российский геолог, доктор технических наук, заслуженный геолог РСФСР.

## Биография
Родился 9 июля 1929 года в Харькове в еврейской семье.
В 1957 году окончил горно-нефтяной факультет Московского нефтяного института им. И. М. Губкина. В 1949—1964 годах работал буровым мастером, начальником геологоразведочных экспедиций Мингео СССР и Минтоппрома РСФСР.
С 1964 года научный сотрудник Всесоюзного научно-исследовательского института буровой техники в Москве.
В 1968 году назначен начальником Кольской геологоразведочной экспедиции сверхглубокого бурения, которая в 1992 году была преобразована в Научно-производственный центр «Кольская сверхглубокая».
Один из авторов первого в мире проекта бурения скважин глубиной 15000 метров, под руководством и при непосредственном участии которого пробурена глубочайшая в мире Кольская сверхглубокая скважина.
До последних дней занимал должность директора Научно-производственного центра «Кольская сверхглубокая».
Умер 14 октября 2011 года.

## Звания и награды
Доктор технических наук (1997). Заслуженный геолог РСФСР (1984). Лауреат Премии Совета Министров СССР (1985). Почётный гражданин города Заполярный (1991).

## Семья
Младший брат Давида Губермана — Игорь Миронович Губерман, поэт, известный своими «гариками».

## Сочинения
- Пособие по технике безопасности при глубоком разведочном бурении на нефть и газ [Текст]. — М.: Госгеолтехиздат, 1962. — 51 с. : ил.; 21 см.
- Охрана труда и техника безопасности при бурении скважин [Текст] / Гос. геол. ком. СССР. — М.: Недра, 1964. — 96 с. : ил.; 21 см.